# Le Rire
Le Rire fue un semanario humorístico que tuvo gran éxito desde el octubre de 1894 hasta los años 50'. Editado en París por Félix Juven durante la Belle Époque, Le Rire apareció en un momento en que los parisinos comenzaban a estar más cultivados, empezaban a ser más ricos y disponían de más tiempo de ocio. El interés por las artes, la cultura y la política no dejaría de crecer durante la última década del siglo XIX. Publicaciones como ésta ayudaban a satisfacer su curiosidad. 
De todos los semanarios humorísticos, este fue el que tuvo más éxito. Entre sus ilustradores más conocidos destacan Jean Louis Forain, Felix Vallotton, Steinlen, Adolphe Willette y especialmente Toulouse-Lautrec, quien aportó 17 diseños (diez de ellos en color) entre 1894 y 1897.

## Colaboradores

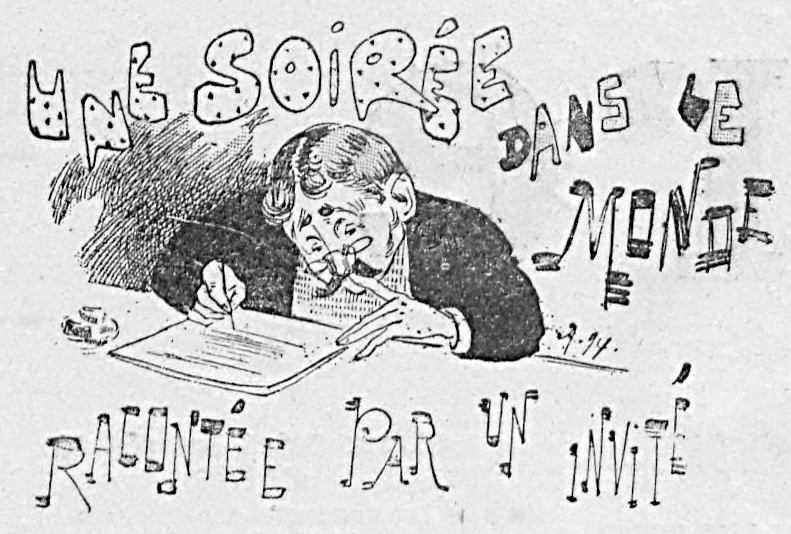
Cabecera de las páginas 2 y 3 donde aparecieron caricaturas de Jack Abeillé durante los primeros años de la publicación.

Con excelentes dibujantes y caricaturistas, entre ellos destacaba Théophile Alexandre Steinlen, que aportó casi un millar de dibujos. Con la publicación colaboraban artistas como:
| - Jack Abeillé - Hervé Baille - Ragnvald Blix - Léonce Burret - Leonetto Cappiello - Caran d'Ache - Jean d'Aurian - Jules Depaquit - Marcel Duchamp - George Edward - Pere Tornè Esquius - Fabien Fabiano - Abel Faivre - Jean-Louis Forain - Marie-Madeleine Dauphin | - Charles Genty - Jules Grandjouan - Juan Gris - Xavier Gosé - Jules-Alexandre Grun - Albert Guillaume - Oswald Heidbrinck - Paul René Georges Hermann - Charles Léandre - Manuel Luque - Lucien Métivet - Georges Meunier - Georges Omry - Georges Pavis - Henri Pille | - Charles Pourriol - Feodor Rojankovsky - Auguste Roubille - Maurice Sauvayre - Alfred Schlaich - Sem - Henri de Toulouse-Lautrec - Roger de Valerio - Theodore van Elsen - Auguste Vimar - Hermann Vogel - Jacques Wély - Adolphe Willette - Benjamin Rabier |

## Galería

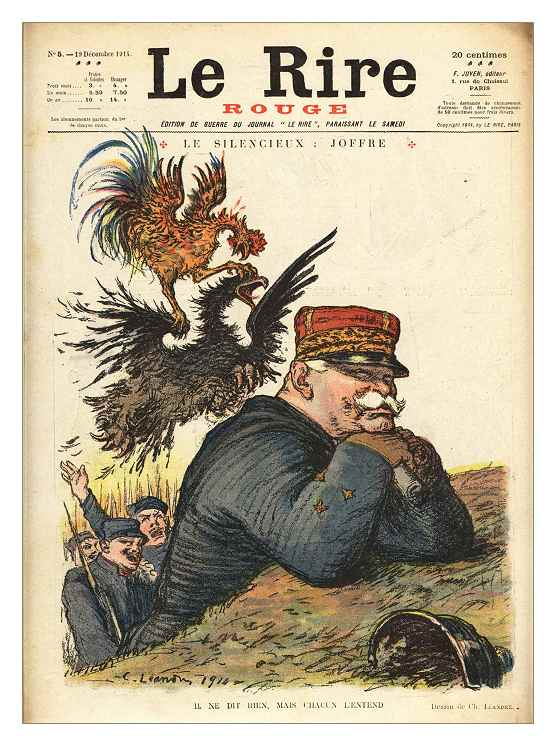
Caricatura de Charles Léandre para la revista Le Rire (19 de diciembre de 1914).